# Majlinda Kelmendi
Majlinda Kelmendi (Peć, 9 de mayo de 1991) es una deportista kosovar que compite en judo.
Participó en tres Juegos Olímpicos de Verano, entre los años 2012 y 2020, obteniendo una medalla de oro en Río de Janeiro 2016, en la categoría de –52 kg. En los Juegos Europeos de Minsk 2019 obtuvo una medalla de oro en la misma categoría.
Ganó tres medallas en el Campeonato Mundial de Judo entre los años 2013 y 2019, y cinco medallas en el Campeonato Europeo de Judo entre los años 2013 y 2019.
Fue la abanderada de Kosovo en los Juegos de Río de Janeiro 2016 y Tokio 2020.

## Palmarés internacional
| Representando a Kosovo |                         |                   |           |
| Juegos Olímpicos       |                         |                   |           |
| Año                    | Lugar                   | Medalla           | Categoría |
| 2016                   | Río de Janeiro (Brasil) | Medalla de oro    | –52 kg    |
| Campeonato Mundial     |                         |                   |           |
| Año                    | Lugar                   | Medalla           | Categoría |
| 2013                   | Río de Janeiro (Brasil) | Medalla de oro    | –52 kg    |
| 2014                   | Cheliábinsk (Rusia)     | Medalla de oro    | –52 kg    |
| 2019                   | Tokio (Japón)           | Medalla de bronce | –52 kg    |
| Juegos Europeos        |                         |                   |           |
| Año                    | Lugar                   | Medalla           | Categoría |
| 2019                   | Minsk (Bielorrusia)     | Medalla de oro    | –52 kg    |
| Campeonato Europeo     |                         |                   |           |
| Año                    | Lugar                   | Medalla           | Categoría |
| 2013                   | Budapest (Hungría)      | Medalla de bronce | –52 kg    |
| 2014                   | Montpellier (Francia)   | Medalla de oro    | –52 kg    |
| 2016                   | Kazán (Rusia)           | Medalla de oro    | –52 kg    |
| 2017                   | Varsovia (Polonia)      | Medalla de oro    | –52 kg    |
| 2019                   | Minsk (Bielorrusia)     | Medalla de oro    | –52 kg    |